# Confidence Man
Confidence Man is een dancegroep uit het Australische Brisbane die dancemuziek maakt die raakt aan electropop, eurodance en house. De groep bestaat uit vier personen. Op de voorgrond staan zangeres Janet Planet (Grace Stephenson) en zanger/rapper Sugar Bones (Aidan Moore). Wat meer op de achtergrond staan Lewis Stephenson en Sam Hales, de drummer en toetsenist, die doorgaans gemaskerd spelen. De groep debuteerde in 2018 met het album Confident Music for Confident People en hadden kleine successen met de singles Boyfriend (2016) en Holiday (2021). De groep speelde enkele malen op Lowlands.

## Geschiedenis
Confidence Man wordt in 2016 opgericht in Brisbane. Het ontstaat in de lokale muziekscene waar de leden elkaar al vanuit verschillende eerdere bands kennen. Ze debuteren met de single, Boyfriend, die inspiratie haalt uit Contact van Brigitte Bardot.  Na enkele vervolgsingles verschijnt in 2018 het debuutalbum Confident Music for Confident People, met daarop toegankelijke electropop. Het album doet het goed in de Australische hitlijsten en de groep komt wereldwijd onder de aandacht. Zo komen ze op Lowlands 2018 terecht en een jaar later op Pinkpop. In 2020 werken ze samen met de Franse producer Yuksek op diens track Gorgeous. In 2021 laten ze een koersverandering horen met de single Holiday, dan meer een 90's georienteerd eurodance-geluid laat horen. Die lijn zetten ze voort op het album TILT, dat in eigen land zelfs de top 10 bereikt. Van het album wordt ook een remixversie gemaakt met RE-TILT, met daarop bewerkingen van onder andere Tame Impala en Erol Alkan. Het succes zorgt voor de nodige interesse tot samenwerkingen. In 2022 werken ze samen met Daniel Avery op de single On & On en DJ Seinfeld met Now U Do. In 2024 staat de groep weer op Lowlands. Janet Planet is dat jaar ook te gast op het nummer Pure at the Heart van de punkband Warmduscher. Ook mixen ze in 2024 een album voor de reeks van de Britse club Fabric. In het najaar van dat jaar verschijnt het album 3AM (La La La). In 2025 maken ze samen met Orbital een nieuwe versie van hun oude hit Lush als Re-lush.  

## Discografie
Albums
- Confident Music for Confident People (2018)
- TILT (2022)
- Fabric presents: Confidence man (mixalbum)  (2024)
- 3AM (La La La) (2024)